# Balázs Magyar (Chemiker)

Balázs Magyar (1990)

Balázs Magyar (* 24. September 1934 in Rábacsécsény; † 24. Oktober 2006) war ein ungarisch-schweizerischer Chemiker und Titularprofessor an der ETH Zürich.

## Leben
Im Wintersemester 1956/57 fand der gebürtige Ungar als Flüchtlingsstudent Aufnahme an der ETH Zürich, wo er diplomierte und promovierte. Von 1972 bis zu seinem Rücktritt lehrte er als Privatdozent für Anorganische Analytik an der ETHZ. 1981 wurde ihm in Anerkennung seiner Verdienste der Titel eines Professors verliehen.
Magyar lehrte und forschte am Laboratorium für Anorganische Chemie der ETH auf dem Gebiet der Element- und Spurenanalytik. Seine wissenschaftlichen Interessen galten den Grundlagen der Elementanalytik. Auf diesem Gebiet hat er wesentliche und international anerkannte Beiträge zur Entwicklung der Flammen- und Röntgenfluoreszenzspektrometrie geleistet.

## Veröffentlichungen (Auswahl)
- D. Günther, H. Cousin, B. Magyar, I. Leopold: Calibration Studies on Dried Aerosols for Laser Ablation–Inductively Coupled Plasma Mass Spectrometry,  J. Anal. At. Spectrom., 1997, 12, 165–170, doi:10.1039/A604531F
- Hervé Cousin, Balazs Magyar: Precision and accuracy of laser ablation-ICP-MS analysis of rare earth elements with external calibration, Mikrochim Acta 113, 313–323 (1994), doi:10.1007/BF01243621
- Beat A. Bitterli, Hervé Cousin, Balazs Magyar: Determination of Metals in Airborne Particles by Electrothermal Vaporization Inductively Coupled Plasma Mass Spectrometry After Accumulation by Electrostatic Precipitation,  J. Anal. At. Spectrom., 1997, 12, 957–961, doi:10.1039/A701451A